# Rio Dobra (Moldova)
O Rio Dobra é um rio da Romênia, afluente do Moldova, localizado no distrito de Suceava.